# جی. آگوست ریچاردز
جی.آگوست ریچاردز (به انگلیسی: J. August Richards) (زاده ۲۸ اوت ۱۹۷۳) بازیگر آمریکایی است.
از فیلم‌های معروف او می‌توان به بازی در سریال آنجل، چرا احمق‌ها عاشق می‌شوند و برگر خوب اشاره کرد.